# Постоянная Голомба — Дикмана
Постоянная Голомба — Дикмана — математическая константа, возникающая в случайных перестановках и в теории чисел, равная:
{\displaystyle \lambda =0{,}62432998854355087099293638310083724\dots }.
Названа по именам Соломона Голомба и Карла Дикмана. Вычисляется из всех перестановок множества из {\displaystyle n} элементов с использованием средней длины наиболее длинного цикла перестановки {\displaystyle a_{n}}:
{\displaystyle \lambda =\lim _{n\to \infty }{\frac {a_{n}}{n}}}.
С точки зрения теории вероятностей {\displaystyle \lambda n} является асимптотой ожидания длины наиболее длинного цикла равномерно распределённых случайных перестановок множества из {\displaystyle n} элементов.
В теории чисел постоянная возникает в связи со средним значением наибольшего простого делителя целого числа:
{\displaystyle \lambda =\lim _{n\to \infty }{\frac {1}{n}}\sum _{k=2}^{n}{\frac {\log(P_{1}(k))}{\log(k)}}}
где {\displaystyle P_{1}(k)} — наибольший простой делитель числа {\displaystyle k}.
Таким образом, если {\displaystyle k} — {\displaystyle d}-значное десятичное целое, то {\displaystyle \lambda d} является асимптотой среднего числа знаков в наибольшем простом делителе {\displaystyle k}.
Другой источник из теории чисел — вероятность того, что второй по величине простой делитель числа {\displaystyle n} меньше квадратного корня из наибольшего простого делителя {\displaystyle n}, асимптотически равная {\displaystyle \lambda }:
{\displaystyle \lambda =\lim _{n\to \infty }\operatorname {prob} \left\{P_{2}(n)\leqslant {\sqrt {P_{1}(n)}}\right\}}
где {\displaystyle P_{2}(n)} — второй по величине простой делитель {\displaystyle n}.
Существует несколько интегральных представлений для {\displaystyle \lambda }:
{\displaystyle \lambda =\int _{0}^{\infty }e^{-t-\operatorname {Ei} _{1}(t)}dt}, где {\displaystyle \operatorname {Ei} _{1}(t)} — модифицированная интегральная показательная функция,
{\displaystyle \lambda =\int _{0}^{\infty }{\frac {\rho (t)}{t+2}}dt}
{\displaystyle \lambda =\int _{0}^{\infty }{\frac {\rho (t)}{(t+1)^{2}}}dt}, где {\displaystyle \rho (t)} — это функция Дикмана.
Вопрос о рациональности или иррациональности постоянной открыт.